# Antoine de Gramont d'Aster
Pour les articles homonymes, voir Aster.
Antoine Louis Raymond Geneviève, 3e comte de Gramont d'Aster (24 juillet 1787 à Paris - 27 juillet 1825 à Fort-de-France, Martinique), est un militaire et homme politique français du XIXe siècle.

## Biographie
Il est le fils d'Antoine-François de Gramont (1758-1795), comte d'Aster, et de Gabrielle-Eugénie-Charlotte de Boisgelin, et petit-fils d'Antoine-Adrien-Charles de Gramont.
Trop jeune pour suivre en émigration sa famille, il resta en France. Sa mère, alarmée des dangers d'une guerre qui semblait ne devoir finir qu'avec la Révolution française, chercha à diriger les penchants et l'éducation de son fils vers une carrière moins périlleuse que celle des armes ; mais sa prévoyance fut trompée, et le jeune Gramont, cédant à sa passion dominante et sans doute à la crainte d'ensevelir dans l'oubli un nom qui depuis 300 ans avait figuré avec honneur dans les annales militaires, s'enrôla comme volontaire dans le 30e régiment de dragons.
Il fit en cette qualité la campagne de 1809, et fut nommé sous-lieutenant sur le champ de bataille de Raab.
En 1812, il accompagna, en qualité d'aide de camp, le général-comte de Grouchy, qui, dans la campagne de Russie, commanda la cavalerie de l'armée du prince Eugène, vice-roi d'Italie. Blessé assez grièvement par un biscaïen à la bataille de la Moskowa, sa belle conduite dans cette sanglante journée lui valut la croix de la Légion d'honneur et le grade de lieutenant. Il se fit également remarquer par son courage et son énergie pendant la retraite de Russie, mais les suites de sa blessure le forcèrent à quitter l'armée.
En 1814, ce fut lui qui apporta à Louis XVIII, la nouvelle de son rétablissement : Gramont était l'un des premiers Français qui vinrent en Angleterre prêter serment de fidélité au monarque restauré, et qui accompagnèrent ce monarque à son retour dans ses états. Il reçut, à cette occasion, un brevet de lieutenant-colonel et prit rang comme lieutenant dans la compagnie des gardes-du-corps du Roi, dite « de Gramont », que commandait le duc de Gramont, son oncle. Le roi le créa officier de l'ordre royal de la Légion d'honneur le 21 septembre de la même année 1814.
En 1815, il avait été envoyé dans les Basses-Pyrénées pour présider le collège électoral de l'arrondissement de Pau. Élu (22 août 1815) député par ce collège, il siégea dans la Chambre introuvable de 1815 et vota avec la majorité.
Rentré dans l'armée de ligne, en 1816, le comte de Gramont d'Aster fut nommé colonel de la légion des Basses-Pyrénées, dont l'organisation lui fut confiée. Il reçut, en 1817, la croix de Saint-Louis.
Le roi le nomma pair de France le 5 mars 1819, et, dans la même année, il passa, du commandement de la légion qu'il avait organisée, à celui de la légion des Bouches-du-Rhône.
L'année suivante, il ne fut pas compris dans l'organisation régimentaire sous le ministère de M. de La Tour-Maubourg.
En 1825, il demanda et obtint le commandement du 49e régiment de ligne, qui partait pour la Martinique. Il rejoignit ce corps et peu de jours après son arrivée mourut de la fièvre jaune, le 26 juillet 1825. Cette maladie contagieuse s'étant déclarée dans la portion de son régiment qui occupait le Fort-Royal, il voulut donner l'exemple d'un courageux dévouement, s'y renferma avec ses soldats pour les faire soigner sous ses yeux et succomba peu de jours après, victime de son zèle.
Son éloge funèbre a été prononcé à la tribune de la Chambre des pairs, dans la séance du 3 avril 1825, par son oncle le duc de Gramont.

## Mariage et descendance
Il avait épousé Amable de Catellan, fille de Jean-Antoine de Catellan, décédée à Bagnères le 25 août 1841, dont il eut:
- Antoinette-Claire-Amélie-Gabrielle-Corisande de Gramont, épouse de Roger-Gabéléon, comte de Salmour, en Piémont,
- Antoine Eugène Amable Stanislas Agénor de Gramont (1814-1885), comte d'Aster,
- Thérèse de Gramont, née en 1815, épouse de Gustave Dadvisard de Talairan,
- Antoinette-Marie-Madeleine-Amable-Amélie de Gramont , épouse du comte Edmond-Jean-Guillaume Gravier de Vergennes.

## Titres
- 3e[1] comte de Gramont d'Aster
- « Pair de France » (membre de la Chambre des pairs)[3] :
  - Baron et pair héréditaire (5 mars 1819, sans majorat) ;
  - Transmission du titre de comte et pair héréditaire de son beau-père, Jean Antoine de Catellan[4] (1759-1838), marquis de Caumont  (lettres patentes du 4 janvier 1826).

## Distinctions
- Légion d'honneur[5] :
  - Légionnaire (8 octobre 1812), puis,
  - Officier de la Légion d'honneur (21 septembre 1814) ;
- Chevalier de Saint-Louis (1817).

## Armoiries
| Figure | Blasonnement |
|        | Armes du comte de Gramont, baron-pair héréditaire Écartelé : au 1, d'or au lion d'azur armé et lampassé de gueules (Gramont) ; au 2 et 3, de gueules à trois flèches d'or, posées en pal, empennées et armées d'argent (d'Aster) ; au 4, d'or à la levrette (ou lévrier) accolée et bouclée d'azur, à la bordure de sable, chargée de huit besants d'or (Aure). Sur le tout, de gueules à quatre otelles d'argent (Comminges)., |